# Refugium botanicum: or figures and descriptions from living specimens, of little known or new plants of botanical interest
Refugium botanicum: or figures and descriptions from living specimens, of little known or new plants of botanical interest (abreujat Refug. Bot.) va ser una col·lecció de llibres amb il·lustracions i descripcions botàniques que constaven de cinc volums publicats entre 1869 i 1882.